# 42 إيزيس
إيزيس (أو 42 إيزيس وفق تسمية الكوكب الصغير) (بالإنجليزية: 42 Isis)‏ هو كويكب ضمن حزام الكويكبات؛ وهو الكويكب الثاني والأربعون من حيث ترتيب الاكتشاف.
اكتشف نورمان بوغسون هذا الكويكب في الثالث والعشرين من مايو سنة 1856؛ وأسماه إيزيس، على اسم إحدى الآلهة وفق الديانة المصرية القديمة.